# Arcyria denudata
Arcyria denudata, también llamada Stemonitis denudata es un moho mucilaginoso de la familia Arcyriaceae dentro de la clase Myxogastrea.

## Morfología
Presenta cuerpos cilíndricos o casi tubulares con unos 2 milímetros de altura y medio milímetro de radio interno, si bien en el momento de su máxima madurez pueden lograr llegar a los 6 milímetros de altura. Presenta una coloración rojiza similar al ladrillo con tendencias a tonos rosados, siendo el pie del mismo color y con diámetro en madurez de 1,5 milímetros. 

## Hábitat
Crecen sobre cortezas y troncos de madera muertos entre primavera a otoño, prefiriendo las especies de hoja caduca, aunque pueda localizarse también en especies de otro tipo de hojas.

## Comestibilidad
No está catalogada como comestible, si bien su ingesta no provoca mayores reacciones que indisposiciones.